# Хінокітіол
Хінокітіол (β-туйяпліцин) є природною речовиною монотерпеноїдом, яка зустрічається в деревині дерев родини кипарисових. Це продукт хімічних перетворень трополону і один з туйяпліцинів. Хінокітіол широко застосовується в продуктах для догляду за порожниною рота і має широким спектром противірусної, протимікробної, протимікробної та протизапальної активності. Хінокітіол – це іонофор цинку й заліза. Крім того, його схвалено як харчову добавку.
Назва «хінокітіол» зобов'язане фактом початкового виділення його з тайванського хінокі в 1936 році. Він практично відсутній у японському хінокі, в той час як міститься у високій концентрації (близько 0,04% маси серцевинної деревини) в ялівці канарському, в деревині кедра хіба (Thujopsis dolabrata) і в туї велетенській (Thuja plicata). Його можна легко витягти з деревини кедра за допомогою розчинника і ультразвуку.
Хінокітіол структурно пов'язаний із трополоном, в якому відсутній ізопропіловий замісник. Трополони відомі як  хелатуючі агенти.

## Протимікробна активність
Хінокітіол має широкий спектр біологічних активностей, багато з яких були вивчені та описані в літературі. Перша і найбільш відома – це сильна протимікробна активність щодо багатьох бактерій і грибків, незалежно від стійкості до антибіотиків. Зокрема, хінокітіол продемонстрував ефективність проти Streptococcus pneumoniae, Streptococcus mutans і Staphylococcus Aureus, поширених патогенів людини. . Крім того, було доведено, що хінокітіол має інгібуючу дію на Chlamydia trachomatis і може бути клінічно корисним як місцевий препарат. Пізніші дослідження показали, що хінокітіол також демонструє противірусну активність при використанні в поєднанні зі з'єднанням цинку щодо кількох вірусів людини, включаючи риновірус, вірус Коксакі і менговірус.

## Інші активності
Крім протимікробної активності широкого спектру дії хінокітіол має протизапальну і протипухлинну активність, описану в ряді досліджень клітин in vitro та дослідженнях на тваринах in vivo. Хінокітіол пригнічує ключові маркери і шляхи запалення, такі як TNF-a та NF-kB. Вивчається також його потенціал для лікування хронічних запальних або автоімунних станів. Виявлено, що хінокітіол надає цитотоксичний вплив на кілька відомих ліній ракових клітин, викликаючи автофагічні процеси.

### Дослідження по коронавірусу
Потенційні противірусні ефекти хінокітіолу виникають внаслідок його дії як іонофора цинку. Хінокітіол забезпечує приплив іонів цинку в клітини, які пригнічують механізм реплікації РНК-вірусів і, отже, інгібують реплікацію вірусу. До відомих РНК-вірусів відносяться вірус грипу людини і SARS. ІІони цинку здатні значно пригнічувати реплікацію вірусу всередині клітин, і доведено, що активність залежить від припливу цинку. Дане дослідження було проведено з піритіоном іонофора цинку, функціонування якого дуже схоже з функціонуванням хінокітіолу.
У клітинних культурах хінокітіол пригнічує розмноження риновірусу людини, вірусу Коксакі і менговірусу. Хінокітіол перешкоджає обробці вірусних поліпротеїнів, пригнічуючи таким чином реплікацію вірусів. Хінокітіол пригнічує реплікацію вірусів, порушуючи обробку вірусного поліпротеїну. Противірусна активність хінокітіолу залежить від наявності іонів цинку.

### Іонофор заліза
Хінокітіол проявив здатність відновлювати вироблення гемоглобіну у гризунів. Хінокітіол діє як іонофор заліза, направляючи залізо в клітини, підвищуючи рівень внутрішньоклітинного заліза. Приблизно 70% заліза людини міститься в еритроцитах і, зокрема, в гемоглобіновому білку. Залізо необхідно майже всім живим організмам. Воно є критичним елементом деяких анатомічних функцій, таких як система перенесення кисню, синтез дезоксирибонуклеїнової кислоти (ДНК), а також перенесення електронів. Дефіцит заліза може призвести до таких захворювань крові, як анемія, яка здатна надати шкідливий вплив як на фізичну, так і на розумову діяльність.

### Дослідження по раку
Випробування на клітинних культурах і на тваринах показали, що хінокітіол пригнічує метатезу і надає антипроліферативну дію на ракові клітини.

#### Дефіцит цинку
У деяких ракових клітинах було виявлено дефіцит цинку, а повернення оптимального внутрішньоклітинного рівня цинку може сприяти пригніченню зростання пухлини. Хінокітіол є задокументованим іонофором цинку, однак на даний момент потрібні додаткові дослідження для визначення ефективних концентрацій для способів доставки хінокітіолу і цинку.
- «Вплив цинку в раціоні на зростання меланоми і на експериментальні метастази...»[30]
- «Дефіцит цинку в раціоні харчування сприяє розвитку раку стравоходу, викликаючи виразні ознаки запалення...»[31]
- «Зв'язок між рівнем цинку в сироватці і раком легенів: метааналіз обсерваційних досліджень...» [32]
- «Результати досліджень взаємозв'язку між дефіцитом цинку, супутніми мікроРНК і карциномою стравоходу...»[33]

## Продукти, які містять хінокітіол
Хінокітіол широко застосовується в ряді споживчих товарів, таких як косметика, зубна паста, спреї для порожнини рота, сонцезахисні засоби і засоби для росту волосся. Одним з провідних брендів в продажу споживчих товарів хінокітіолу є Hinoki Clinical. Hinoki Clinical (1956 р.) була заснована незабаром після того, як в 1955 році почалося перше «промислове отримання хінокітіолу» Hinoki в даний час має більше 18 різних продуктів, до складу яких інгредієнтом входить хінокітіол. Ще один бренд, «Relief Life», досяг понад мільйон продажів своєї зубної пасти «Dental Series», що містить хінокітіол. Інші відомі виробники продуктів на основі хінокітіолу: Otsuka Pharmaceuticals, Kobayashi Pharmaceuticals, Taisho Pharmaceuticals, SS Pharmaceuticals. Крім Азії деякі компанії, наприклад, Swanson Vitamins®, починають використовувати хінокітіол у споживчих товарах на таких ринках, як США і Австралія, як антиоксидантну сироватку і в інших починаннях. У 2006 році в Канадському списку побутових хімікатів хінокітіол був охарактеризований як нестійкий, той, що біологічно не накопичується, і нетоксичний для водних організмів. Група EWG присвятила сторінку інгредієнту хінокітіолу, вказавши, що він низьконебезпечний в таких областях, як «Алергія і імунотоксичність», «Рак» і «Внутрішньоутробна і репродуктивна токсичність».

### Dr ZinX
2 квітня 2020 року, Advance Nanotek, австралійський виробник оксиду цинку, подав спільно з AstiVita Limited заявку на патент противірусної речовини, що включає різні засоби з догляду за порожниною рота, що містять хінокітіол як життєво важливий компонент. Бренд, який запровадив цей новий винахід, називається Dr Zinx. Він, ймовірно, запустить свою речовину, що комбінує цинк і хінокітіол, в 2020 році. 18 травня 2020 року Dr ZinX опублікував результати випробування «Кількісне випробування суспензії для оцінки віруліцидної активності в медичній галузі» , що показали редукцію «3,25 log» (редукцію на 99,9%) для чистої концентрації за 5 хвилин щодо котячого коронавируса (сурогату COVID-19) Цинк є важливою харчовою добавкою і мікроелементом в організмі. За оцінками, 17,3% населення світу споживає недостатню кількість цинку.

## Історія

### Відкриття
Хінокітіол був здобутий у 1936 році доктором Тецуо Нозое з ефірної олії тайванського кипариса. Відкриття цього з'єднання з гептагональною молекулярною структурою, якого, як стверджували, не існує в природі, було визнано в усьому світі як велике досягнення в історії хімії.

#### Тецуо Нозое
Тецуо Нозое народився в Сендаї, Японія, 16 травня 1902 року. У віці 21 рік він записався на курс хімії в Імператорському університеті Тохоку на хімічному факультеті. Після його закінчення в березні 1926 року Нозое став науковим співробітником, але незабаром виїхав із Сендая на Формозу (в даний час відому як Тайвань) в кінці червня 1926 року.
Основні наукові інтереси Нозое полягали у вивченні натуральних продуктів, особливо тих, які перебували на Формозі. Документована робота Нозое на Формозі стосувалася хімічних компонентів тайванського хінокі, місцевого хвойного дерева, що росте в гірських районах. Нозое визначив нове з'єднання, хінокітіол, за компонентами цього виду і вперше повідомив про нього в 1936 році в спеціальному випуску Бюлетеня Хімічного товариства Японії.
Коли в листопаді 1950 року Хімічним суспільством Лондона був організований симпозіум «Трополон і споріднені з'єднання», робота Нозое по хінокітіолу була згадана як новаторський внесок в хімію трополонов, що допомогло дослідженням Нозое отримати визнання на Заході. Нозое зміг опублікувати свою роботу по хінокітіолу і його хімічним перетворенням в журналі «Nature» в 1951 році завдяки Дж. В. Куку, голові симпозіуму. Робота Нозое, що почалася з досліджень природних продуктів Тайваню і повністю підготовлена в Японії в 1950-х і 1960-х роках, відкрила нову область органічної хімії, так звану хімію небензоїдних ароматичних з'єднань. Його роботу було добре прийнято в Японії, завдяки чому Нозое отримав Орден культури, найвищу нагороду за внесок дослідників і художників в 1958 році, у віці 56 років.

### Багатообіцяюче майбутнє
Починаючи з 2000-х років, дослідники стали визнавати, що хінокітіол може представляти цінність як лікарський засіб, особливо для пригнічення бактерії Chlamydia trachomatis.
Хімік Мартін Берк і його колеги з Іллінойського університету в Урбані-Шампейні та інших наукових установ відкрили безліч медичних застосувань хінокітіолу. Метою Берка було подолання нерегулярності транспорту заліза у тварин. Брак деяких білків може привести до дефіциту заліза в клітинах (до анемії) або до зворотного ефекту, гемохроматозу. Використовуючи генетично збіднені дріжджові культури як сурогати, дослідники провели скринінг бібліотеки малих біомолекул на наявність ознак транспорту заліза і, отже, зростання клітин. Хінокітіол продемонстрував властивості відновлення функціональності клітин. Подальша робота команди встановила механізм, за допомогою якого хінокітіол відновлює або скорочує клітинне залізо. Потім вони перекинулися на дослідження ссавців і виявили, що генетично сконструйовані на брак «залізних білків» гризуни, які одержували корм у вигляді хінокітіолу, відновлювали накопичення заліза в кишечнику. В аналогічному дослідженні рибок даніо-реріо молекула відновила вироблення гемоглобіну. У коментарі до роботи Берка зі співавторами хінокітіол названо «молекулою залізної людини». Це доречно й іронічно, бо ім'я першовідкривача Нозое можна перекласти на українську як «залізна людина».
Було також проведено безліч досліджень по пероральному застосуванню хінокітіолу, враховуючи зростання попиту на пероральні продукти на його основі. Одне з таких досліджень, яке задіяло вісім різних установ Японії, під назвою «Антибактеріальна активність хінокітіолу щодо стійких до антибіотиків і сприйнятливих патогенних бактерій, що переважають в порожнині рота і верхніх дихальних шляхах» прийшло до висновку, що «хінокітіол має антибактеріальну активність відносно широкого спектра патогенних бактерій і має низьку цитотоксичність відносно епітеліальних клітин людини».

#### Актуальні дослідження
- «Zn2+ пригнічує активність РНК-полімерази коронавирусу і артеривірусу in vitro, а іонофори цинку блокують реплікацію цих вірусів в культурі клітин...»[17]
- «Противірусна активність піритіону іонофорів цинку і хінокітіолу при інфекції пікорнавірусу...»[62]
- «Виявлення SARS-асоційованого коронавирусу при промиванні горла і слини при ранній діагностиці...»[63]
- «Висока експресія ACE2-рецептора 2019-nCoV на епітеліальних клітинах слизової оболонки порожнини рота...»[64]
- «Противірусний лікарський препарат...»[65]
- «Противірусний агент, цукерки для горла, рідина для полоскання горла і рота з використанням того ж засобу...»[66]
- «Метод протибактеріальної і протигрибкової активності, метод лікування інфекційних захворювань і захисний косметичний метод...»[67]
- «Захисний ефект хінокітіолу від втрати пародонту при експериментальному пародонтиті у мишей, викликаним накладенням нитки...»[68]
- «Новий антидіабетичний комплекс Zn(II)-хінокітіол (β-туйяпліцин) зі способом координації Zn(O4)...»[69]
- «[Zn(hkt)2] (цинк і хінокітіол) надавав основний вплив на периферійні органи, зменшуючи інтенсивність резистентності до інсуліну...»[70]